# Ambient monkeys
Ambient monkeys is een studioalbum van Tangerine Dream. Het album is in 1997 opgenomen in de Fujiwara geluidsstudio. De muziek bestaat uit ambient van Tangerine Dreammuziek aangevuld door/met enige werk van Johann Sebastian Bach en Wolfgang Amadeus Mozart. De opgenomen muziek werd gebruikt als inleiding op de optredens van de tournee van Tangerine Dream in 1997. Het album werd opgenomen in de Dream Dice box (december 1998) van de band. 

## Musici
- Edgar Froese, Jerome Froese – synthesizers, elektronica

## Muziek
| Nr. | Titel                                             | Duur |
| --- | ------------------------------------------------- | ---- |
| 1.  | Token from Birdland (Froese, Froese)              |      |
| 2.  | Symphony in a minor (Bach)                        |      |
| 3.  | The seventh propeller of silence (Froese, Froese) |      |
| 4.  | Calyx calamander (Froese, Froese)                 |      |
| 5.  | Riddel of the monkey (Froese, Froese)             |      |
| 6.  | Moon marble (Froese, Froese)                      |      |
| 7.  | Concerto in a major/andante (Mozart)              |      |
| 8.  | Lemon vendor (Froese, Froese)                     |      |
| 9.  | Campera de Mon Glyan (Froese, Froese)             |      |
| 10. | Virtue is its own reward (Froese, Froese)         |      |
| 11. | Pantha Rei (Froese, Froese)                       |      |
| 12. | Myopia wolrd (Froese, Froese)                     |      |

CD1: Ambient monkeys ·
CD2: Atlantic bridges ·
CD3: Atlantic walls ·
CD4: Dream encores ·
CD5: The dream mixes ·
CD6: Dream mixes volume 2 ·
CD7: The Hollywood years, volume 1 ·
CD8: The Hollywood years, volume 2 ·
CD9: Oasis ·
CD10: Quinoa ·
CD11: Tournado ·
CD12: Transsiberia ·
CD13: Ça va – ça marche – ça ira encore